# Tales of Xillia
(Jude Mathis)
(Milla Maxwell)
Tales of Xillia (テイルズ オブ エクシリア?, Teiruzu obu Ekushiria) è il tredicesimo titolo principale della serie di videogiochi Tales of, pubblicato per PlayStation 3. Il suo genere caratteristico è chiamato RPG of Unwavering Convictions (揺るぎなき信念のRPG?, Yuruginaki shinnen no RPG). Il gioco è stato pubblicato in Giappone l'8 settembre 2011, ed il tema musicale si intitola Progress ed è interpretato da Ayumi Hamasaki. Le sequenze animate del gioco sono state prodotte da Ufotable, lo studio che in passato si era occupato degli OAV di Tales of Symphonia, al posto della Production I.G, che aveva lavorato a tutti i precedenti titoli della serie. Si tratta dell'unico videogioco della saga ad avere due distinti filmati introduttivi: una versione chiamata "Jude" ed una chiamata "Milla". Al Japan Expo di Parigi è stata annunciata la localizzazione per il mercato occidentale entro il 2013.

## Trama
Il gioco è ambientato a Rieze Maxia, un mondo dove umani e mostri coesistono in armonia con gli spiriti. Gli spiriti supportano la civiltà umana esaudendo i loro desideri, come la capacità di incanalare il mana (per merito di una sezione speciale del loro cervello chiamata "Lobo di Mana") e usare le arti spiritiche, e a loro volta, questi desideri preservano e proteggono la vita degli spiriti. Il più potente di questi spiriti è un essere conosciuto come Maxwell, il Signore degli Spiriti, ma la sua vera natura è sconosciuta.
Reize Maxia è divisa in due grandi nazioni che si contendono la supremazia: Rashugal, un impero dalla lunga storia il cui libero uso delle arti spiritiche gli ha garantito un'incredibile maestosità e prosperità, e Auj Oule, un regno in via di sviluppo il cui potere deriva dalla capacità di domare i mostri e dalla potenza del suo esercito.
La Lancia di Kresnik e i Quattro Grandi Spiriti
Jude Mathis è uno studente di medicina di Fenmont, capitale di Rashugal. Il suo supervisore, il professor Haus, viene convocato al centro di ricerca di Laforte per ricevere il Premio Howe, il più importante riconoscimento scientifico, e quindi incarica Jude di badare ai suoi pazienti. Il professore tuttavia non ritorna, e Jude, preoccupato, decide di andare a cercarlo, ma gli viene negato l'accesso a Laforte. Poco dopo, il ragazzo incontra Milla Maxwell, una ragazza misteriosa che afferma di essere il Signore degli Spiriti, e che sta investigando sulle recenti morti di molti spiriti. Questa si infiltra a nel centro di ricerca per motivi sconosciuti, e Jude la segue. All'interno, i due scoprono una stanza piena di capsule contenenti delle persone, tra cui il professor Haus. Queste macchine, chiamate da Milla "Spyrix", prosciugano il mana dalle persone li contenute. Haus riesce ad avvertire Jude che sta per cadere in trappola, ma muore subito dopo per il prosciugamento del suo Lobo di Mana. Improvvisamente, Jude viene attaccato da una misteriosa ragazza in rosso. Dopo aver sconfitto la ragazza, Jude decide di aiutare Milla a cercare il suo obbiettivo, che si trova all'interno della struttura. Nel cuore di questa, i due scoprono essere custodita un'arma di distruzione di massa nota come la "Lancia di Kresnik", un gigantesco cannone metallico creato con la tecnologia spyrix, e alimentato dal mana ricavato dalle capsule sparse per il centro di ricerca e dagli spiriti nella zona. A quel punto ricompare la ragazza in rosse che, nel tentativo di uccidere Jude e Milla, attiva la Lancia. Milla evoca i Quattro Grandi Spiriti Efreet, Gnome, Sylph e Undine per distruggere l'arma, ma questa inizia ad assorbire il loro mana, e cattura i quattro spiriti. Milla riesce ad impossessarsi del dispositivo necessario all'attivazione della Lancia, ma proprio in quel momento, il pavimento cede sotto i loro piedi, e i due precipitano nell'impianto di scolo del laboratorio, venendo trascinati all'esterno. Al suo risveglio, Milla scopre di non essere più in grado di evocare i quattro spiriti. Decide perciò di tornare a Nia Khera, il suo villaggio natale, in modo da eseguire un rituale necessario per evocarli di nuovo. Per riuscire a farla scappare, Jude la aiuta a raggiungere il porto, ma una volta lì, i due vengono raggiunti dai soldati di Rashugal. Grazie all'aiuto di un misterioso individuo, i due riescono ad imbarcarsi su una nave diretta al porto di Aladhi, ad Auj Oule. A bordo della nave, l'individuo si presenta come Alvin, un mercenario in cerca di lavoro, che afferma di aspettarsi un pagamento per averli aiutati a scappare. Nonostante le sue intenzioni siano sospette, Milla si offre di ripagarlo con il lavoro manuale, e lo assume per accompagnare lei e Jude a Nia Khera. Durante il tragitto, Milla giudica la società umana affascinante ed al tempo stesso insolita, e nel frattempo Jude comincia lentamente ad uscire dal suo guscio. Lungo la strada si fermano presso la città di Hamil, dove fanno la conoscenza di Elize Lutus, una bambina ostracizzata dagli abitanti, del suo guardiano, Jiao, e del suo pupazzo parlante chiamato Teepo. La loro sosta tuttavia dura poco: l'esercito di Rashugal li ha inseguiti, e mentre questi vengono respinti da Jao, aiutato anche da Elize, il gruppo riesce a scappare. Passando per le cascate di Kijara, Milla viene catturata da una donna misteriosa che crede che Milla sia in possesso di qualcosa di veramente importante, e che sembra conoscere Alvin. Dopo aver sconfitto un mostro che Jude e Alvin avevano aizzato contro la donna per scacciarla e liberare Milla, il gruppo raggiunge Nia Khera. Gli abitanti sono entusiasti del fatto che Milla sia tornata, e ringraziano Jude e Alvin per averla riportata sana e salva a casa. Raggiunto il tempio di Milla, i due fanno la conoscenza di Ivar, il suo servitore. Dopo che il rituale per evocare i Quattro Grandi Spiriti fallisce, Milla giunge alla conclusione che questi siano ancora intrappolati nella Lancia di Kresnik, e che l'unico modo per liberarli sia distruggere l'arma. Il gruppo lascia quindi il villaggio, e nel mentre, vengono osservati da lontano da Jiao, la donna di prima, il cui nome si rivela essere Presa, e da altri due uomini. Questi discutono su cosa fare riguardo a Maxwell e al dispositivo per attivare la Lancia di Kresnik. 
La ribellione a Rashugal
Il gruppo decide di tentare di infiltrarsi a Rashugal. Tornando ad Hamil, scoprono che l'esercito di Rashugal aveva di nuovo attaccato il villaggio, e nello scontro che ne è seguito molti abitanti erano rimasti feriti. Approfittando dell'assenza di Jao, questi esiliano Elize, che ritengono maledetta in quanto capace di usare arti spiritiche complesse nonostante la giovane età. Jude decide di prenderla con se, e le promette che le troverà una famiglia. Il gruppo raggiunge il porto di Sapstrath, iniziando così il loro viaggio attraverso Rashugal. Per evitare un posto di blocco sulla strada maestra, decidono di attraversare la Selva di Sapstrath, una fitta foresta abitata da creature molto pericolose. Addentratisi nella selva, il gruppo viene attaccato da una pianta mostruosa, e a quel punto Elize si unisce allo scontro, dimostrando le sue impressionanti capacità con le arti curative. Prima che il gruppo riesca ad uscire dalla selva vengono raggiunti da Jao, che vuole riportare Elize ad Hamil. Jude si rifiuta di consegnargliela, mettendolo al corrente dei maltrattamenti che lei subiva dalla gente del villaggio. Jao tuttavia sostiene di non avere scelta, e quindi ingaggia uno scontro con il gruppo. Servendosi dei funghi sporogeni presenti nella foresta, il gruppo mette fuori gioco Jiao, e riesce a scappare. Quest'ultimo, vedendo quanto Elize sia felice in compagnia dei suoi nuovi amici, decide di lasciarla andare. Il gruppo fa il suo ingresso a Sharilton, un'importante città commerciale. Qui fanno la conoscenza del governatore, Lord Cline K. Sharill, sua sorella, Driselle K. Sharill, e il loro maggiordomo, Rowen. Cline invita il gruppo nella sua magione, dove rivela di sapere che Jude e Milla sono ricercati per gli eventi di Laforte, e chiede loro di rivelargli cosa hanno visto nel laboratorio,. Scioccato dal racconto di Milla, Cline rivela che Nachtigal I. Fenn, re di Rashugal, era venuto da lui poco prima, ordinandogli di arruolare i cittadini di Sharilton nell'esercito. Cline si è stancato dell'atteggiamento guerrafondaio del re e della presenza di soldati nella sua città, e rivela al gruppo che molti cittadini sono stati portati con la forza nella Gola di Bernia, da dove non hanno fatto ritorno. Cline decide di andare ad investigare di persona, venendo catturato a sua volta. Il gruppo quindi, accompagnato da Rowen, segue le sue tracce per salvarlo. Arrivati alla gola, scoprono un altro laboratorio pieno di capsule simili a quelle di Laforte, il cui scopo è quello di assorbire il mana delle persone lì imprigionate. Dopo aver sconfitto un mostro generato dal mana contenuto nelle capsule, il gruppo riesce a liberare Cline e i cittadini. Tornati in città, per festeggiare la vittoria, Driselle porta Elize e Milla a fare shopping, mentre Jude e Alvin tornano con Rowen alla magione. Disgustato dall'aver scoperto che Nachtigal è arrivato al punto di usare i suoi stessi sudditi come cavie, Cline decide di allearsi con il gruppo e usare il potere di Sharilton per opporsi al re. Ma proprio in quel momento, Cline viene assassinato da dei soldati di Rashugal sotto gli occhi di Jude, e Milla, Driselle ed Elize vengono catturate e portate a Forte Gandala, una base militare non molto lontana da Sharilton. Dopo aver organizzato un funerale per il giovane governatore, Jude, Alvin e Rowen raggiungono la base militare per salvare le loro amiche riuscendo, grazie ad un infiltrato di Rowen fra i soldati di Rashugal, ad entrare passando dai condotti di aerazione. All'interno, Milla, Elize e Driselle sono tenute prigioniere, mentre Teepo viene portato via dai soldati per essere analizzato. Ai prigionieri vengono applicati delle cavigliere esplosive, programmate per attivarsi nel caso tentassero di fuggire o di entrare in aree protette da delle barriere. Gilland, il braccio destro di Nachtigal, ne da una dimostrazione uccidendo un'altra prigioniera, nel tentativo di costringere Milla a rivelargli dove ha nascosto la chiave che aveva rubato a Laforte. Approfittando del fatto che Gilland è costretto ad uscire di scena per presiedere a degli esperimenti, lasciando dei soldati a condurre l'interrogatorio, Milla riesce a sopraffare i suoi aguzzini, e li rinchiude nelle celle. Le tre ragazze si fanno quindi strada all'interno della base, ma Elize non è in grado di combattere senza Teepo, quindi Milla è costretta a difendersi da sola. Raggiunto il laboratorio della base, Milla ed Elize riescono a liberare Teepo, e proprio in quel momento si presenta re Nachtical, accompagnato da dei soldati. Mentre Milla si scaglia contro il sovrano Jude, Alvin e Rowen, giunti in loro soccorso, si scontrano con i soldati. Durante lo scontro, si scopre che l'anziano maggiordomo è in realtà Rowen J. Ilbert, detto il "Maestro", leggendario stratega di Rashugal e vecchio amico di Nachtigal, che si credeva scomparso da decenni. Sollecitato da Gilland, Nachtigal fugge dalla struttura, e Milla, lanciatasi all'inseguimento, attraversa una delle barriere, e la sua cavigliera esplode. Jude arriva in tempo per soccorrere Milla, gravemente ferita e a malapena cosciente. Il gruppo riesce a scappare dalla base militare proprio mentre vengono attivati i golem a difesa della base. Tornata a Sharilton sana e salva, Driselle diventa la nuova governatrice e annulla ogni tipo di alleanza con Rashugal, facendo tornare Sharilton una città-stato indipendente. Qualche giorno dopo Milla si risveglia ma scopre, con orrore suo e di Jude, che non è più in grado di camminare. Jude, determinato a guarirla, decide di portarla a Leronde, la sua città natale, poiché suo padre una volta era riuscito a guarire un paziente che aveva perso l'uso delle gambe. I due lasciano quindi Sharilton, affidando Elize alle cure di Driselle e Rowen, mentre Alvin se ne va per conto proprio, sostenendo di aver accettato un altro incarico da un altro cliente. Durante il viaggio sulla strada maestra, Milla inizia a comprendere meglio la natura umana e Jude continua la sua missione personale per aiutarla. Mentre si riparano dalla pioggia in una grotta, Milla racconta a Jude di un aneddoto del suo passato, regalandogli poi il suo pendente, definendolo il suo tesoro più prezioso. Raggiunto il porto di Sapstrath, i due si mettono ad aspettare l'arrivo della nave. In quel mentre si imbattono in Ivar, che li stava cercando. Quando viene informato delle condizioni di Milla, Ivar incolpa subito Jude e, nonostante le proteste di Milla, lo attacca. Dopo uno scontro spietato, Jude riesce ad avere la meglio e Milla, stufa del continuo battibecco tra i due, scaccia via Ivar, non prima però di avergli affidato la chiave per la Lancia di Kresnik, intimantogli di proteggerla anche a costo della vita. Arrivati a Leronde, i due si imbattono in Leia Rolando, amica d'infanzia di Jude e infermiera presso la clinica di suo padre la quale, resasi conto delle condizioni di Milla, si offre di accompagnare i due. Jude vorrebbe curare Milla servendosi di un dispositivo medico chiamato aspyrixis, ma suo padre, Derrick, si rifiuta di usarlo, sostenendo che il suo utilizzo provochi un dolore insopportabile per chiunque, e che quindi la procedura non funzionerebbe. Jude si intrufola quindi negli archivi della clinica e, con l'aiuto di Leia, riesce a trovare il dispositivo e lo impianta a Milla, ma non funziona. Analizzando i documenti del padre, Jude scopre che per funzionare, l'aspyrixis ha bisogno di un fossile di spirito quindi, accompagnato da Leia e portandosi dietro Milla su una sedia a rotelle, decide di recarsi alla miniera abbandonata di Felgana nella speranza di trovarvi il fossile necessario. Dopo essersi inoltrati nelle profondità delle miniere, i tre vengono attaccati un mostro gigante, sulla cui fronte è attaccato un grosso frammento di fossile di spirito. Nello scontro che segue, Jude e Leia riescono a separare il frammento di fossile dalla testa del mostro, ma vengono messi al tappeto dal suo contrattacco. Per salvare i due, Milla collega il fossile all'aspyrixis e, nonostante il dolore lancinante, riacquisisce l'uso delle gambe ed elimina l'avversario. Tuttavia, perde subito conoscenza a causa dello sforzo, così Jude e Leia la ripongono con cura sulla sedia a rotelle e ritornano a Leronde. Tornati in città, Jude viene rimproverato dal padre, che lo incolpa dell'accaduto, ma viene difeso da Milla. Questa ha capito infatti che l'aspyrixis è stato creato con la tecnologia spyrix, e questo le fa mettere in discussione i suoi ideali secondo cui questa tecnologia sia malvagia. Alcune settimane dopo, Milla si rimette completamente e, accompagnata da Jude e Leia, decide di fare una passeggiata verso il porto. Arrivati sul posto, i tre si riuniscono a Rowen, Elize e Teepo i quali, messi al corrente delle condizioni di Milla, erano venuti a farle visita. Jude ragguaglia i tre su quanto accaduto finora, e Milla rivela loro della sua missione di distruggere la Lancia di Kresnik e della sua identità di Maxwell, con stupore dei tre e di Leia. Su consiglio di Jude, il gruppo decide di ripartire il giorno dopo per tentare di infiltrarsi a Fenmont. Inizialmente, Rowen è riluttante all'idea di combattere contro Nachtical, suo vecchio amico, ma viene infine persuaso da Milla. Il giorno dopo, il gruppo si reca al porto per lasciare Leronde, contro la volontà di Derrick che cerca invano di impedire a Jude di partire insieme a Milla. Dopo aver salutato Leia e genitori di Jude, e dopo essersi ricongiunti con Alvin, che si unisce a loro, il gruppo sale sulla nave e parte.
La Guerra e l'Invasione
Durante il viaggio in nave, il gruppo decide sul da farsi: poiché irrompere a Forte Gandala ora che i golem sono stati attivati sarebbe troppo difficile, decidono fare ritorno ad Auj Oule, per poi infiltrarsi a Rashugal attraversando la palude di Fezebel, un acquitrino che funge da confine tra le due nazioni, teatro di una sanguinosa battaglia avvenuta venti anni prima. Quindi, di comune accordo, si recano al porto di Lakutam. Poco prima di raggiungere il porto, il gruppo scopre che Leia si era imbarcata clandestinamente nascondendosi dentro un barile. Leia insiste ostinatamente per accompagnare il gruppo e, dopo aver consegnato a Milla una lettera con le sue motivazioni, questa le permette di unirsi a loro. Nel mentre però, Alvin si comporta in modo strano, ponendo a Milla domande insolite anche per lui. Durante il viaggio Milla rivela a Jude che l'oggetto che aveva dato in custodia a Ivar era la chiave per attivare la Lancia di Kresnik, avvertendolo anche dei pericoli degli spyrix, ma Jude non è convinto che quella tecnologia sia completamente diabolica. Lungo il tragitto si imbattono di nuovo in Ivar, che afferma di aver ricevuto una lettera da una persona misteriosa che sosteneva che Milla era in pericolo, assicurando quest'ultima di aver nascosto la chiave in un posto sicuro. In quel momento un mostro gigantesco mette fuori gioco Ivar e attacca il gruppo, venendo così sconfitto. Ivar ipotizza che la presenza del mostro sia dovuta al fatto che, con la scomparsa dei Quattro Grandi Spiriti, il clima spiritico si è notevolmente indebolito. Rivela poi al gruppo che l'unico modo per attraversare in sicurezza la palude di Fezebel è sorvolarla servendosi delle viverne. Poiché l'unico modo per ottenere le viverne è rivolgersi al clan Kitarl, a Xian Du, il gruppo decide di recarvisi mentre Ivar, rimasto solo, riceve un'altra lettera sospetta da un piccione viaggiatore, che sostiene che Milla avrà bisogno della chiave per liberare i Quattro Grandi Spiriti, avvertendolo quindi di tenersi pronto e aspettare il momento giusto per aiutarla. Il gruppo arriva a Xian Du, una città costruita tra le montagne, famosa per i tornei che si tengono nella sua grande arena. Alvin sostiene di conoscere bene la città, essendoci stato molte volte per via del suo lavoro. Anche ad Elize la città sembra familiare, anche se non ne comprende il motivo. Alvin si separa dal gruppo per un po', mentre gli altri continuano a cercare le viverne. In quel momento, un grosso masso si stacca da una parete rocciosa, precipitando per strada. Il gruppo riesce ad evitarlo, ma Leia rimane ferita. Sul posto accorre Isla, una dottoressa che aiutando Jude riesce a guarirla. Isla informa poi il gruppo che le gabbie contenenti le viverne si trovano sul lato est della città. Raggiunte le gabbie, il gruppo fa la conoscenza di Yurgen, membro del clan Kitarl, che tuttavia si rifiuta di permettere a chiunque non appartenga al clan di usarle. Vedendo però come Milla riesca a placare una viverna agitata, propone un accordo al gruppo: se combatteranno per conto del clan nel torneo che si sarebbe tenuto a breve, e vinceranno, lui permetterà loro di prendere in prestito le viverne. Il gruppo, al quale Alvin si riunisce appena in tempo, accetta, e Yurgen li porta all'arena per metterli alla prova, facendoli combattere contro dei mostri evocati da lui. La prova viene superata, e il gruppo si guadagna l'ingresso al torneo. Passata la notte in una locanda vicina, il gruppo si divide per fare un giro in città prima del torneo. Milla torna sul luogo dell'incidente avvenuto il giorno prima, accompagnata da Alvin e Leia, e Jude porta Elize e Rowen a fare un giro in città, in modo da aiutare la bambina a fare luce sui suoi ricordi. Il gruppo di Milla, la quale trova conferma, esaminando il luogo dell'incidente, che il masso era stato fatto cadere di proposito, incontra di nuovo Isla, che si scopre essere la fidanzata di Jurgen. Alvin rivela anche che Isla è la dottoressa che ha in cura la sua anziana madre, che è molto malata. Nel frattempo, Jude cerca di aiutare Elize a ricordare l'ultima volta che era stata in città, ma senza successo. I primi ricordi che le ritornano alla mente sono quelli di un laboratorio, dove aveva conosciuto Teepo per la prima volta. Nel pensare al passato, Elize pensa anche alla sua famiglia, e quindi si mette a piangere. In quel momento risuona la campana che indica l'inizio del torneo, e quindi il gruppo al completo si riunisce all'arena. Il gruppo supera senza troppe difficoltà i primi tre turni del torneo, venendo così selezionato per partecipare alle finali. Mentre pranzano insieme in vista delle finali, Milla ha un brutto presentimento e dice agli altri di non toccare il cibo. Il suo presentimento si rivela essere fondato: tutti i presenti infatti, muoiono davanti ai loro occhi. Rowen si rende conto che il cibo è stato avvelenato e Alvin, approfittando dello shock generale, si precipita fuori dalla stanza. Tornati all'hotel, Milla spiega loro che dietro all'avvelenamento del cibo ci sarebbe Exodus, un'organizzazione criminale i cui membri cercano da tempo di uccidere Milla, poiché questa si oppone al loro utilizzo di armi create con la tecnologia spyrix.

## Modalità di gioco
Tales of Xillia utilizza il sistema di combattimento chiamato DR-LiMBS, o Dual Raid Linear Motion Battle System. I personaggi possono concatenare liberamente attacchi regolari e Artes attraverso l'uso dei punti Assault Counter (AC). Inoltre una nuova caratteristica permette a due membri del gruppo di collegare insieme attacchi e utilizzare potenti Artes di gruppo. L'Overlimit, caratteristica proveniente da Tales of Vesperia e Tales of the Abyss, disabilita l'utilizzo delle Mystic Artes.

## Personaggi
Il gioco permette di scegliere due protagonisti, uno maschio e l'altro femmina, creati da differenti character designer. Entrambi i protagonisti vivono nel mondo di Rieze Maxia, dove umani, spiriti e mostri sono in grado di vivere insieme ed in armonia. Tales of Xillia è il primo gioco dove i due storici character designer della serie "Tales of" collaborano insieme. Entrambi i designer hanno precedentemente lavorato sui personaggi per diversi giochi della serie, con Fujishima al lavoro con il Team Symphonia e Inomata al lavoro con il Team Destiny.
Jude Mathis
Età: 15; Altezza: 163cm
Doppiato da: Tsubasa Yonaga
Un giovane che è partito dal suo paese natale per studiare e diventare un medico nella capitale Fennmont. Tende a farsi coinvolgere, nel bene o nel male, nei problemi altrui. Per questo motivo finisce per venire travolto da una serie di eventi che lo porteranno a vivere un'avventura che va oltre il suo controllo.
Generalmente è un topo da biblioteca dall'animo tranquillo e che non ama la violenza. Tuttavia, è dotato di grandi capacità nel combattimento corpo a corpo che si rivelerà di grande aiuto per il gruppo. Ammira Milla per la sua forza e convinzione e sente che sono questi i tratti che gli mancano, così decide di viaggiare con lei per poter imparare dalla ragazza.
Milla Maxwell
Età: 20; Altezza: 168cm
Doppiata da: Miyuki Sawashiro
Una misteriosa donna accompagnata dai Quattro Grandi Spiriti della Terra, del Vento, del Fuoco e dell'Acqua. Conosciuta per il suo forte senso del dovere con il nome di Maxwell, il Signore degli Spiriti. Non si fermerà davanti a nulla pur di raggiungere i suoi obiettivi.
Nonostante sia incredibilmente saggia per la sua età, la sua poca esperienza nelle relazioni la rendono ignorante su alcune regole basilari in merito. È interessata alle caratteristiche e abitudini degli umani, anche quelle più insignificanti. Durante il viaggio con Jude conoscerà pian piano gli umani e le loro emozioni.
Alvin
Età: 26; Altezza: 182cm
Doppiato da: Tomokazu Sugita
Un mercenario che ha visitato numerosi posti al mondo. È molto socievole con tutti e mantiene spesso una compostezza matura. Non parla molto di sé stesso ed è abile nel nascondere i propri sentimenti. Qualsiasi cosa faccia è per tornaconto personale ed è molto preciso e attento nell'agire.
Leia Rolando
Età: 15; Altezza: 158cm
Doppiata da: Saori Hayami
Una chiara ed energetica amica di infanzia di Jude. Mentre lavora come "ragazza immagine" per la locanda di famiglia, lavora anche come apprendista infermiera alla clinica dei genitori di Jude. Si sente solidale con i suoi compagni e si prende a cuore i loro problemi per aiutarli a risollevare il morale. È una appassionata di competizioni come arti marziali e sport, ma pensa che lo sforzo sia più importante della vittoria. Dopo che Jude e Milla ritornano alla sua città natale di Leronde, incontrano Leia. Leia si unisce a loro per la ricerca di un prezioso minerale in grado di curare la gamba di Milla che è stata gravemente ferita nella battaglia con Nachtigal. Dopo aver curato Milla, Leia decide di unirsi al gruppo, senza dirlo ai suoi genitori, perché crede di aver trovato in Milla una rivale in amore per Jude e perché vuole diventare una persona più forte.
Elize Lutus
Età: 12; Altezza: 145cm
Doppiata da: Yuki Horinaka
Una maestra nell'arte di invocare gli spiriti nonostante la sua giovane età. È cresciuta in uno strano ambiente che la ha resa estremamente timida quando ingaggia una conversazione. Non gli piacciono le altre persone al di fuori di Jude che considera il suo primo vero amico.
Teepo
Doppiato da: Haruna Ikezawa
L'imbottita bambola di Elize che porta sempre con sé. Essa è animata ed è in grado di parlare. Quando Elize non sta tenendo alcun discorso, Teepo è solitamente l'unico che ascolta ciò che ha da dire.
Rowen J. Ilbert
Età: 62; Altezza: 175cm
Doppiato da: Mugihito
Un anziano maggiordomo che offre i suoi servigi ad una agiata famiglia nobile. Anche se solitamente ha un'espressione gentile in viso, può occasionalmente mostrare uno sguardo affilato, dovuto al bagliore dei suoi occhi. È un esperto conoscitore di ogni cosa ed è in grado di stabilire giudizi affidabili nelle questioni. Rowen è per apparenza il più vecchio personaggio giocabile mai creato nella serie "Tales of".

## Sviluppo
Il titolo fu annunciato per la prima volta in una edizione della rivista Giapponese Weekly Shōnen Jump, nel luglio del 2010 prima di essere ufficialmente annunciato dalla Namco Bandai ad una conferenza stampa la settimana dopo. Nel giugno del 2010, durante il "Tales of Festival" 2010, evento annuale tenuto dalla Namco Bandai per i fan della serie "Tales of", ha annunciato che un nuovo capitolo della serie principale sarebbe stato annunciato nel terzo trimestre del 2010. Il gioco fu ufficialmente annunciato il 15 dicembre 2010 con lo scadere del countdown sul sito ufficiale, dalla rivista Giapponese Famitsū.
Al Global Gamer's Day, Namco Bandai ha rivelato le date di uscita per il mercato occidentale: 6 agosto 2013 negli Stati Uniti e 9 agosto 2013 in Europa (eccetto in Italia che uscirà l'8 agosto 2013). Assieme a tale annuncio la compagnia ha pubblicato diversi trailer in lingua inglese, mostranti sezioni di combattimento di Alvin ed Elize e una scena evento. Sono state anche mostrate le diverse edizioni che saranno disponibili sul mercato europeo in concomitanza con l'uscita del gioco: la Tales of Xillia: Milla Maxwell Collector Edition (disponibile in soli 10.000 unità ed acquistabile solo sul sito talesofgame.com) e la DAY ONE Edition.

## Edizioni
Tales of Xillia: Milla Maxwell Collector Edition:
- Il gioco
- Esclusiva statuetta di Milla Maxwell da 21,5 cm (base inclusa)
- Artbook di 100 pagine con artwork originali del team di sviluppo
- Colonna sonora originale del gioco (tracce selezionate)
- Bonus DLC gratuito per il PREORDER

Tales of Xillia: DAY ONE Edition:
- Il gioco
- Artbook di 50 pagine
- Colonna sonora originale del gioco (tracce selezionate)

## Accoglienza
Tales of Xillia ha ricevuto un punteggio quasi perfetto di 39/40 (10/10/9/10) da Famitsū, sorpassando Tales of Graces F come titolo della serie "Tales of" con il voto più alto dato dalla rivista.
Namco Bandai ha ipotizzato che Tales of Xillia potrebbe raggiungere il maggior numero di pre-order per la serie. Il producer della serie "Tales of", Makoto Yoshizumi, lo ha confermato via Twitter. Due settimane prima della distribuzione, il titolo per PS3 fu il "Tales of" con più pre-order mai avuti, con 200.000 pre-order il gioco aveva già venduto quasi come le copie totali della versione Xbox 360 di Tales of Vesperia e metà di quelle della versione PS3.
Namco Bandai ha riportato che il gioco ha venduto 740 000 copie in Giappone, divenendo così il titolo più venduto della serie dai tempi di Tales of Destiny 2.